# Hoobastank
Hoobastank (nogle gange stiliseret som h∞bastank, og oprindelig kendt som Hoobustank) er et amerikansk rockband, der blev dannet i 1994 i Agoura Hills, Californien, af forsanger Doug Robb, guitarist Dan Estrin, trommelsager Chris Hesse og den oprindelige bassist Markku Lappalainen. De havde kontrakt med Island Records fra 2001 til 2012 og har udgivet seks albums og én EP. Deres seneste album, Push Pull, udkom 25. maj 2018. De har solgt over 10 millioner albums på verdensplan. 
Bandet er bedst kendt for deres hit "The Reason" fra 2004, der nåede toppen af både Adult Top 40 Alternative Songs i USA.

## Medlemmer

### Nuværende medlemmer
- Doug Robb – forsanger, rytmeguitar (1994–nu)
- Dan Estrin – lead guitar, baggrundsvokal (1994–nu)
- Chris Hesse – trommer, baggrundsvokal  (1994–nu)
- Jesse Charland – bas, keyboards, baggrundsvokal  (2009–nu)

### Studiemedlemmer
- Paul Bushnell – bas (2005–2006, 2008)
- Chris Chaney – bas (2005–2006)

### Tidligere medlemmer
- Jeremy Wasser – saxofon (1995–2000, one-off optræden i 2013)
- Derek Kwan – saxofon (1997–1999)
- Markku Lappalainen – bas (1994–2005)
- Matt McKenzie – bas (2005)
- Josh Moreau – bas, baggrundsvokal (2006–2008)
- David Amezcua – bas, baggrundsvokal  (2008–2009, 2023)

## Diskografi
- Hoobastank (2001)
- The Reason (2003)
- Every Man for Himself (2006)
- Fornever (2009)
- Fight or Flight (2012)
- Push Pull (2018)

### EP’er
- Untitled Demo #1 (1995)
- Untitled Demo #2 (1995)
- Muffins (1997)
- The Target (2002)